# Museo archeologico nazionale di Firenze

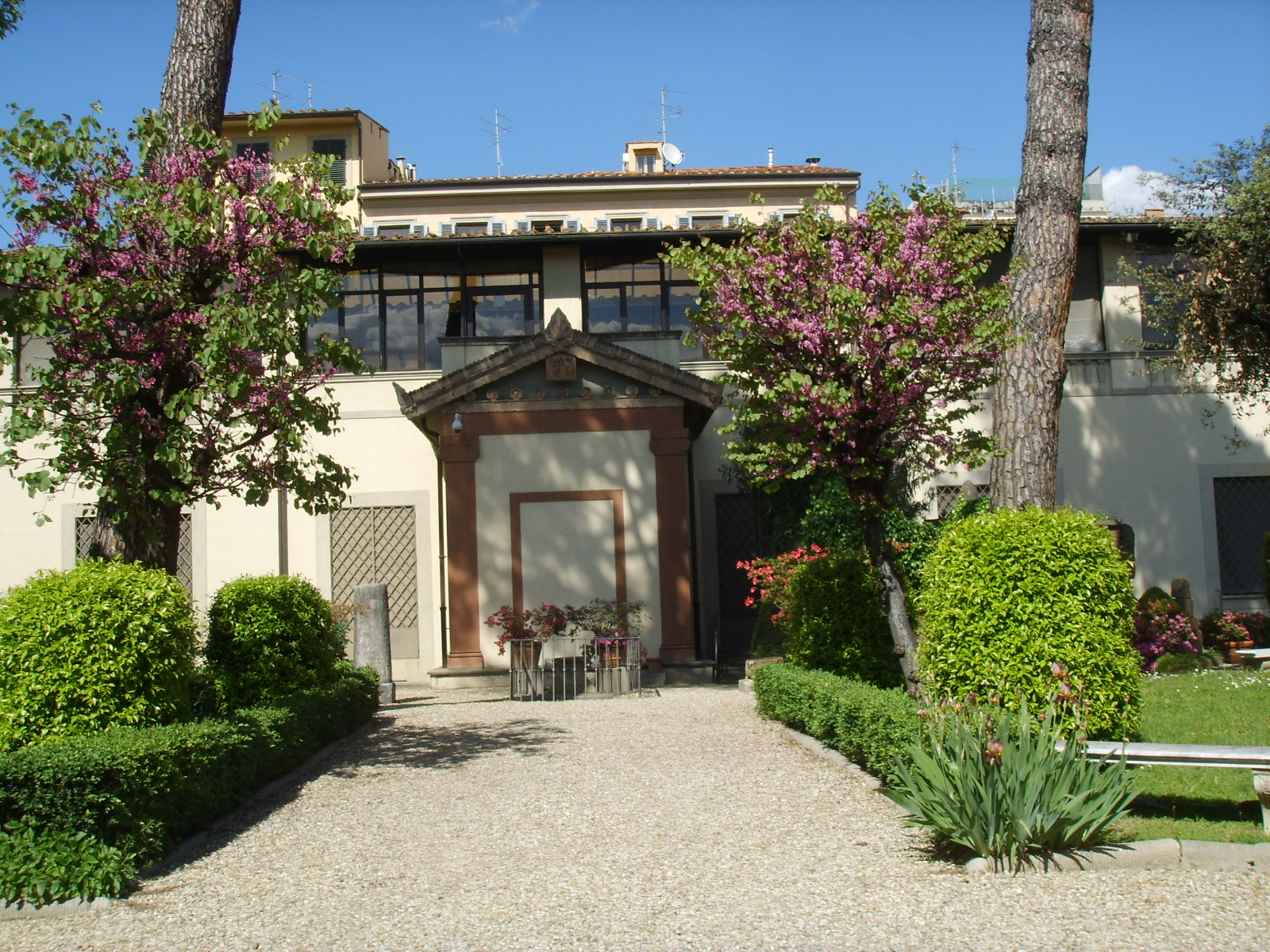
Il giardino

Il Museo archeologico nazionale di Firenze è un museo statale italiano. È situato nel palazzo della Crocetta, risalente al 1619-1621, quando Giulio Parigi, su disposizione di Cosimo II, ristrutturando e ampliando alcuni immobili dei Medici, ne fece la residenza della principessa Maria Maddalena de' Medici, sorella di Cosimo, affetta da gravi disabilità fisiche.
Il museo raccoglie il meglio degli scavi di tutta la Toscana, ma anche reperti provenienti dal Lazio e dall'Umbria, con importantissimi reperti etruschi e romani, e raccolte relative ad altre civiltà, come un'importante sezione egizia e una di vasi greci, molti dei quali rinvenuti in tombe etrusche, a testimonianza dei numerosi scambi commerciali nel Mediterraneo.
Dal dicembre 2014 il Ministero per i beni e le attività culturali lo gestisce tramite il Polo museale della Toscana, nel dicembre 2019 divenuto Direzione regionale Musei. Da maggio 2024 il Museo archeologico nazionale di Firenze viene dotato di autonomia speciale. I visitatori pre-pandemia, nel 2019, sono stati circa 76 000.

## Storia
Fu inaugurato come "Museo etrusco" alla presenza del re Vittorio Emanuele II nel 1870 nei locali del Cenacolo di Fuligno in via Faenza e comprendeva solo i reperti etruschi e romani. Presto con l'aumento delle collezioni si rese necessaria un'altra collocazione e dal 1880 fu trasferito nell'odierna sede, unendosi al "Museo Egizio", che esisteva già dal 1855. Il palazzo ebbe presumibilmente un restauro nel 1883-1884 ad opera dell'architetto Emilio De Fabris, in concomitanza con il riordino delle collezioni e il nuovo allestimento voluto dall'allora "Adiutore" Luigi Adriano Milani. Nel 1897 fu inaugurata la sezione del Museo Topografico, sempre voluta dal Milani, a illustrare la storia degli Etruschi attraverso i materiali raccolti nel corso degli scavi.
All'origine delle collezioni vi sono le raccolte medicee e lorenesi, trasferite a più riprese dagli Uffizi fino al 1890 (tranne la statuaria in marmo più prestigiosa, che ancora lì si trova). La sezione egizia invece fu costituita nella prima metà dell'Ottocento sia attraverso acquisizioni di Pietro Leopoldo di Toscana, sia attraverso una spedizione promossa dallo stesso granduca nel 1828-29 dal toscano Ippolito Rosellini insieme al francese François Champollion, colui che decifrò i geroglifici. Nel 1892 fu inaugurato anche un Museo Topografico della civiltà etrusca, che andò distrutto durante l'alluvione del 1966.
Nel giardino, aperto al pubblico dal 1902, furono ricostruite con materiali originali alcune tombe etrusche monumentali, prelevate dal territorio. Nel periodo della direzione di Antonio Minto il museo fu ulteriormente riconfigurato e ampliato fino ad occupare anche il secondo piano (1925). Nel 1942, poi, sempre per esigenze di spazio, fu acquistato l'edificio che si affaccia all'angolo di Piazza della Santissima Annunziata, fino ad allora pertinenza dell'Ospedale degli Innocenti, nel quale fu realizzato un nuovo ingresso sulla Piazza, a lato della Basilica della Santissima Annunziata.
Drammaticamente colpito dall'alluvione del 4 novembre 1966 (che portò alla distruzione del Museo Topografico) l'edificio fu interessato da alcuni interventi tra il 1967 e il 1970 e quindi da un importante cantiere di restauro tra il 1984 e il 1988, su progetto e direzione dei lavori dell'architetto Bruno Pacciani.
Nel 2006, in occasione del quarantennale dell'alluvione, si è finalmente concluso il ripristino delle sale al primo piano e riportato l'ingresso sulla piazza (che fino ad allora si apriva su via della Colonna). Il Salone del Nicchio, ampio ambiente adiacente all'ingresso sulla Piazza, è stato destinato alle esposizioni temporanee e si è iniziato un riallestimento generale delle collezioni, che ha già dato i suoi frutti nella sezione delle collezioni etrusche, greche e romane al secondo piano, così come nella sezione del Museo Egizio al primo, mentre un progetto di riallestimento totale del Museo è in attesa di essere finanziato.
Gradualmente si è dato il via anche all'ammodernamento della sezione etrusca e delle sale vicine al vecchio ingresso e prospicienti al giardino. Nei depositi restano comunque più di centomila oggetti di valore, per i quali sarà difficile trovare un posto nel percorso espositivo, cosa per la quale la nuova direzione del Museo (dal 2015) prevede esposizioni a rotazione.
Un punto debole che si riscontra a Firenze è la generale messa in secondo piano dell'archeologia da parte del sentire cittadino, forse più legato al passato medievale e rinascimentale.

## Descrizione

### La sezione etrusca

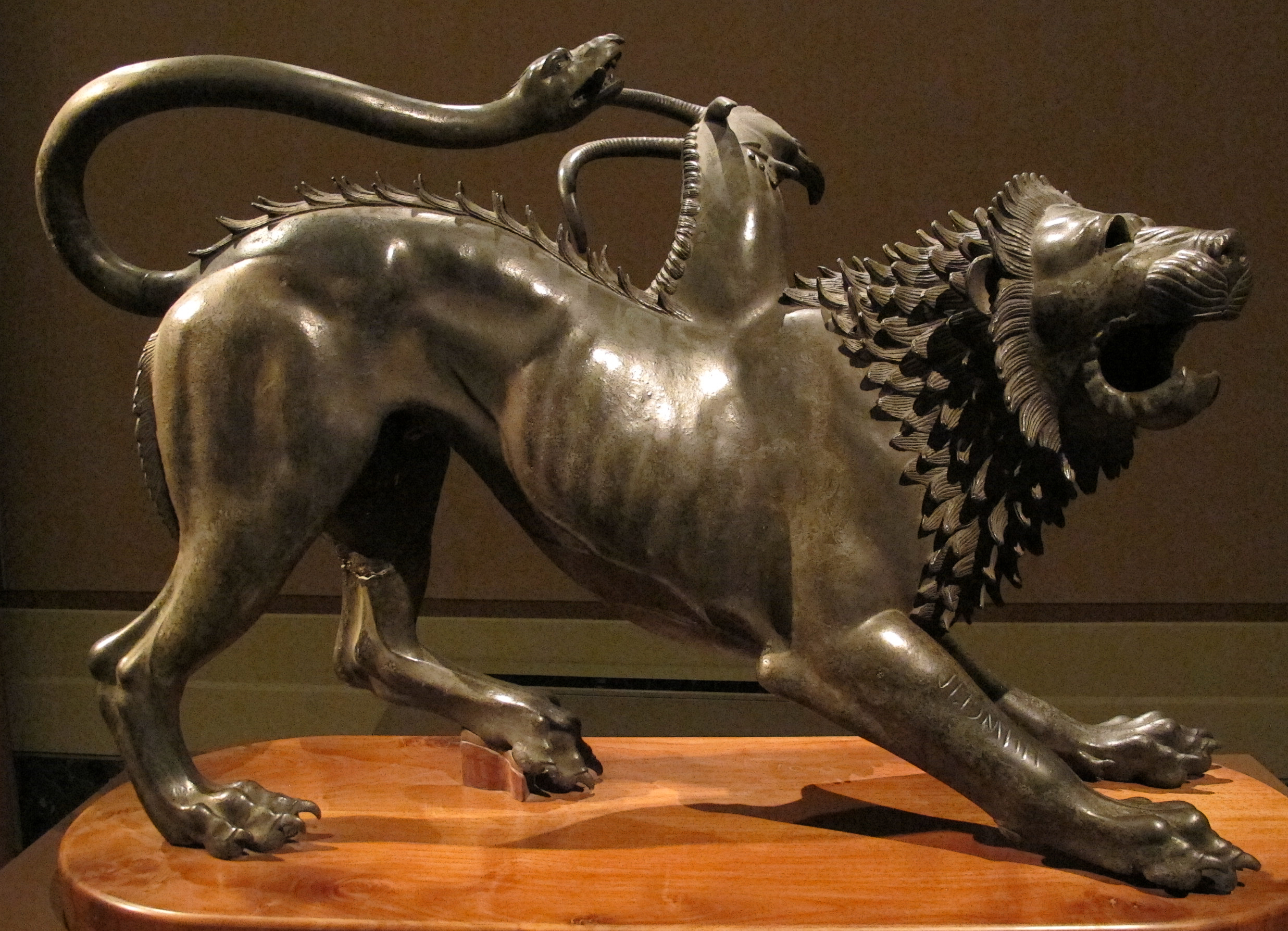
La Chimera di Arezzo

Situata al primo piano, subì gravi danni durante l'alluvione di Firenze del 1966. Il restauro dei reperti ha occupato tutto il quarantennio successivo ed oggi, dal 2000 circa, è stato completato, anche se rimangono ancora da riformulare gli allestimenti di numerose sale.
Il pezzo forte della collezione è senza dubbio la Chimera d'Arezzo, una delle più famose opere della civiltà etrusca (IV secolo a.C.), un plastico bronzo raffigurante la mitica fiera leonina, che fu restaurata da Francesco Carradori nel 1785, il quale ricostruì la coda serpentina che mordeva la testa di capra sul dorso, mentre entrambe avrebbero dovuto rivolgersi minacciose verso l'osservatore. Fu trovata in un campo vicino ad Arezzo nel 1553 e presentata a Cosimo I dal Vasari. Sulla zampa anteriore destra presenta un'iscrizione.
La chimera si trova oggi esposta in una saletta (affrescata da Filippo Tarchiani) vicino al altri bronzi celebri, in particolare a un altro capolavoro del museo, la statua a tutto tondo dell'Arringatore (I secolo a.C.), ritratto del nobile etrusco Aule Meteli con la toga romana, mentre alza il braccio verso l'osservatore e l'ipotetica folla, venuto alla luce nel 1566 a Pila, nei pressi del lago Trasimeno. Nella medesima sala si trova poi una testa di giovinetto, da Fiesole, databile al 330-300 a.C. circa. Completa la sezione il bronzo della Minerva d'Arezzo, originale capolavoro etrusco di ispirazione greca, oggetto di recenti studi e analisi.
Gran parte degli altri reperti riguarda soprattutto la scultura funeraria, in particolare le urnette e i sarcofagi. Tra questi ultimi spiccano l'urna in alabastro chiamata del Bottarone, dal nome del sito di ritrovamento vicino a Città della Pieve, con due figure scolpite di uomo sdraiato e donna seduta, di notevole effetto plastico e con tracce di policromia originale; il sarcofago dell'obeso (II secolo a.C.) e quello 77977, in alabastro, con il defunto recumbente sul kline a spalliera e scena dei Galati che saccheggiano il santuario di Apollo a Delfi (210 a.C. circa), entrambi da Chiusi.
Il sarcofago di Larthia Seianti (II secolo a.C.) è in terracotta con eccezionali tracce di policromia e proviene da Chiusi: rappresenta una donna patrizia di alto rango, sdraiata sul triclinio che con un gesto della mano si aggiusta il velo sulla testa. Vicino è esposta anche un'urna destinata a contenere le ceneri di due defunti, con un defunto e il demone dell'oltretomba Vanth, scolpita in pietra fetida e rinvenuta a Chianciano Terme.
Rarissimo è poi anche il Sarcofago delle Amazzoni (IV secolo a.C.), di marmo greco, dipinto sui quattro lati da pitture di notevole freschezza realizzate da un pittore tarantino, ed esportato in Etruria (Tarquinia) dove vennero aggiunte le iscrizioni con il nome della defunta. Numerose sono le urnette cinerarie di età ellenistica (sala IX e X) in terracotta e alabastro, provenienti da Chiusi e Volterra (urnetta con scena di banchetto).
Nella sala successiva cippi e urnette in pietra fetida, decorati da bassorilievi che illustrano i rituali funebri (Chiusi, VI-V secolo a.C.); da Tuscania e Bolsena arrivano i due leoni funerari (IV e VI secolo a.C.); da Norchia parte di un frontone di una "tomba a tempio" d'età ellenistica, rara tipologia tombale attestata a Norchia da due soli esemplari ancora in situ. Sempre da Chiusi proviene la Mater Matuta etrusca, riportata al museo nel 2017 dopo un ulteriore restauro
Nel corridoio le vetrine ospitano numerosi bronzetti votivi etruschi, di uso disparato, divisi per tipologia. In una piccola sala sono esposti gli specchi etruschi decorati a bulino, armi, elmi e corazze.
Nel giardino sono state ricomposte, con materiali il più possibile originari, alcune tombe etrusche, fra le quali spicca la Tomba Inghirami di Volterra, con le urne in alabastro originarie.

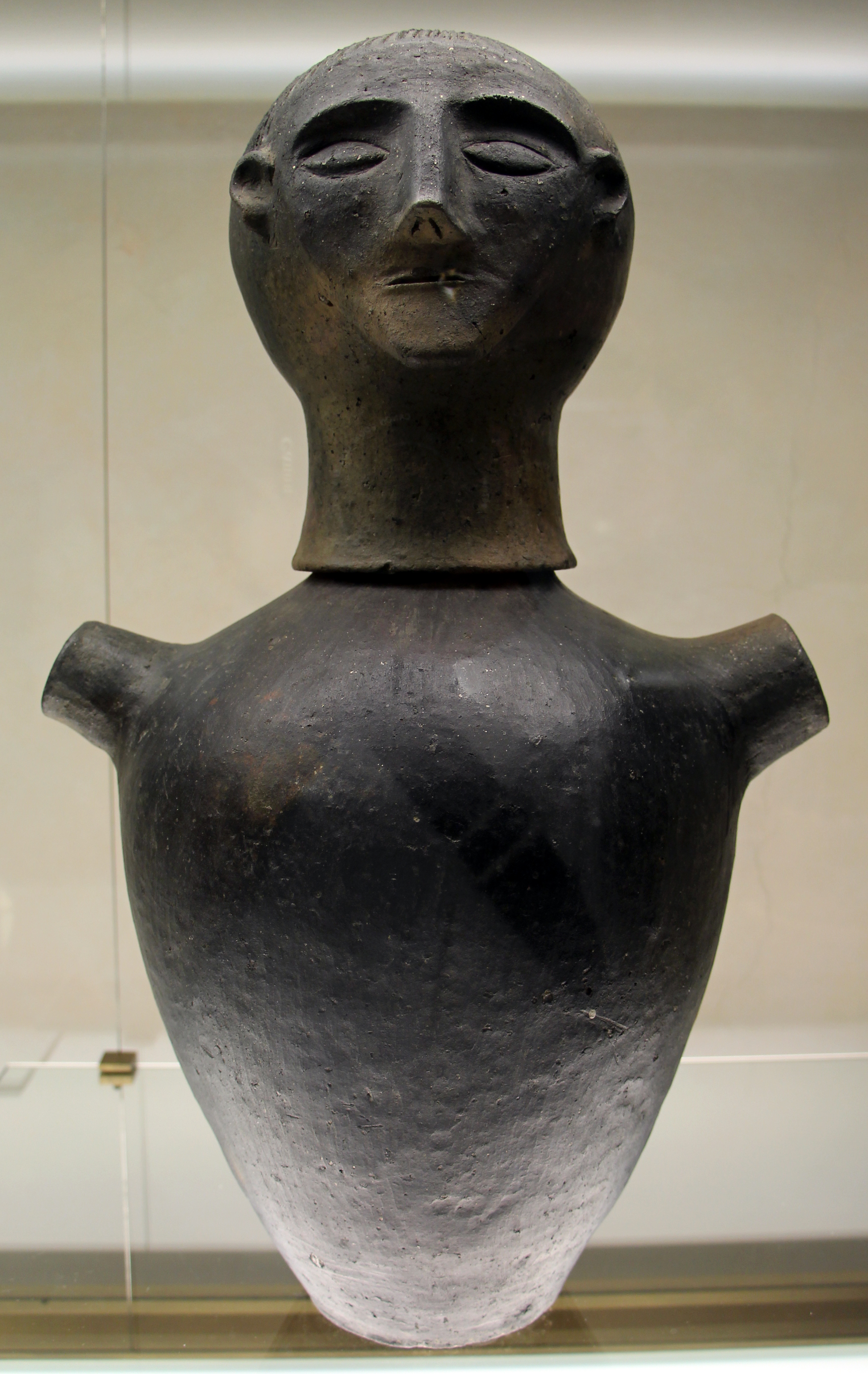
Canopo da Chiusi (prima metà del VI secolo a.C.)
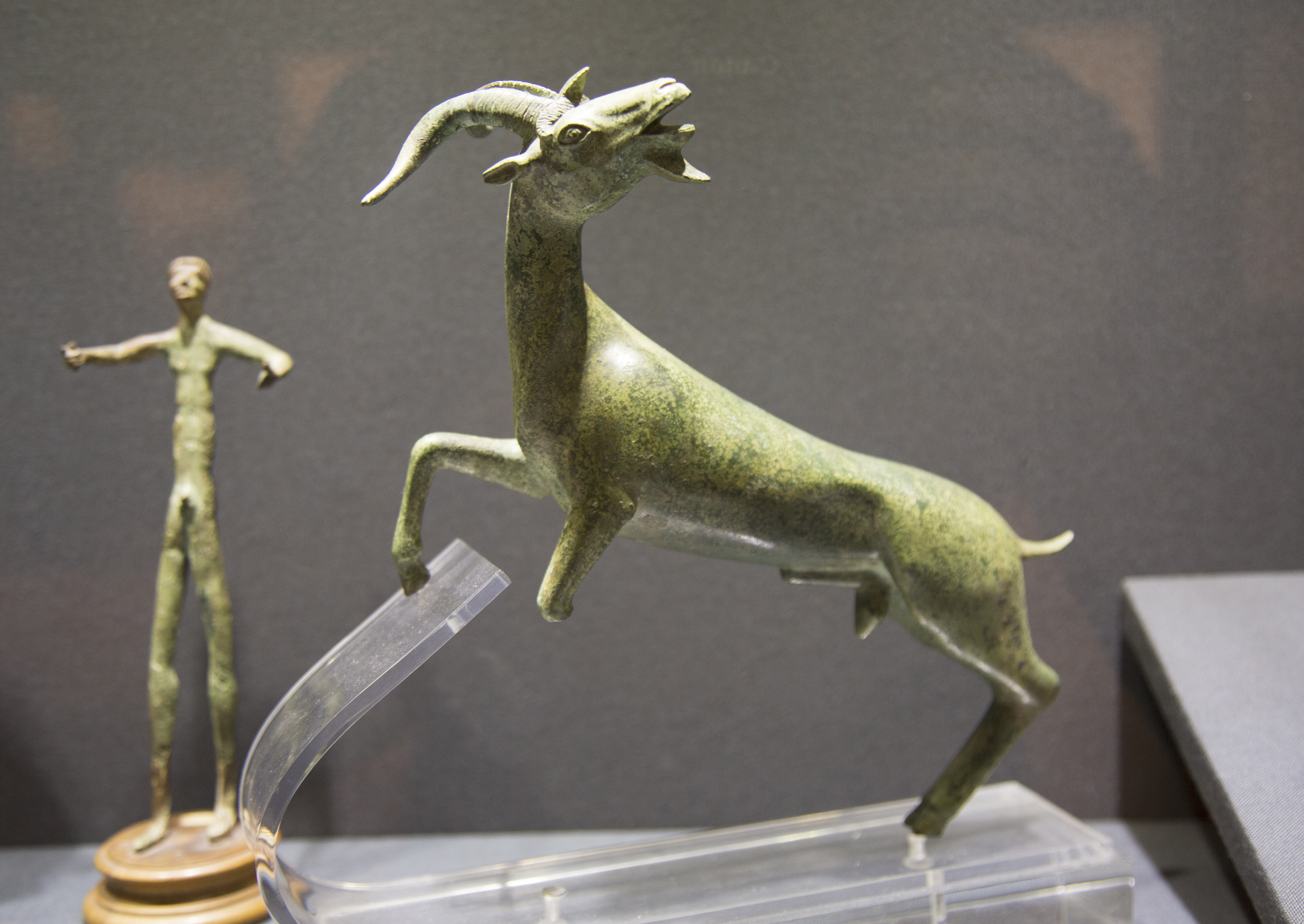
Statuetta in bronzo fuso di Capro da Bibbona (fine VI secolo a.C.)
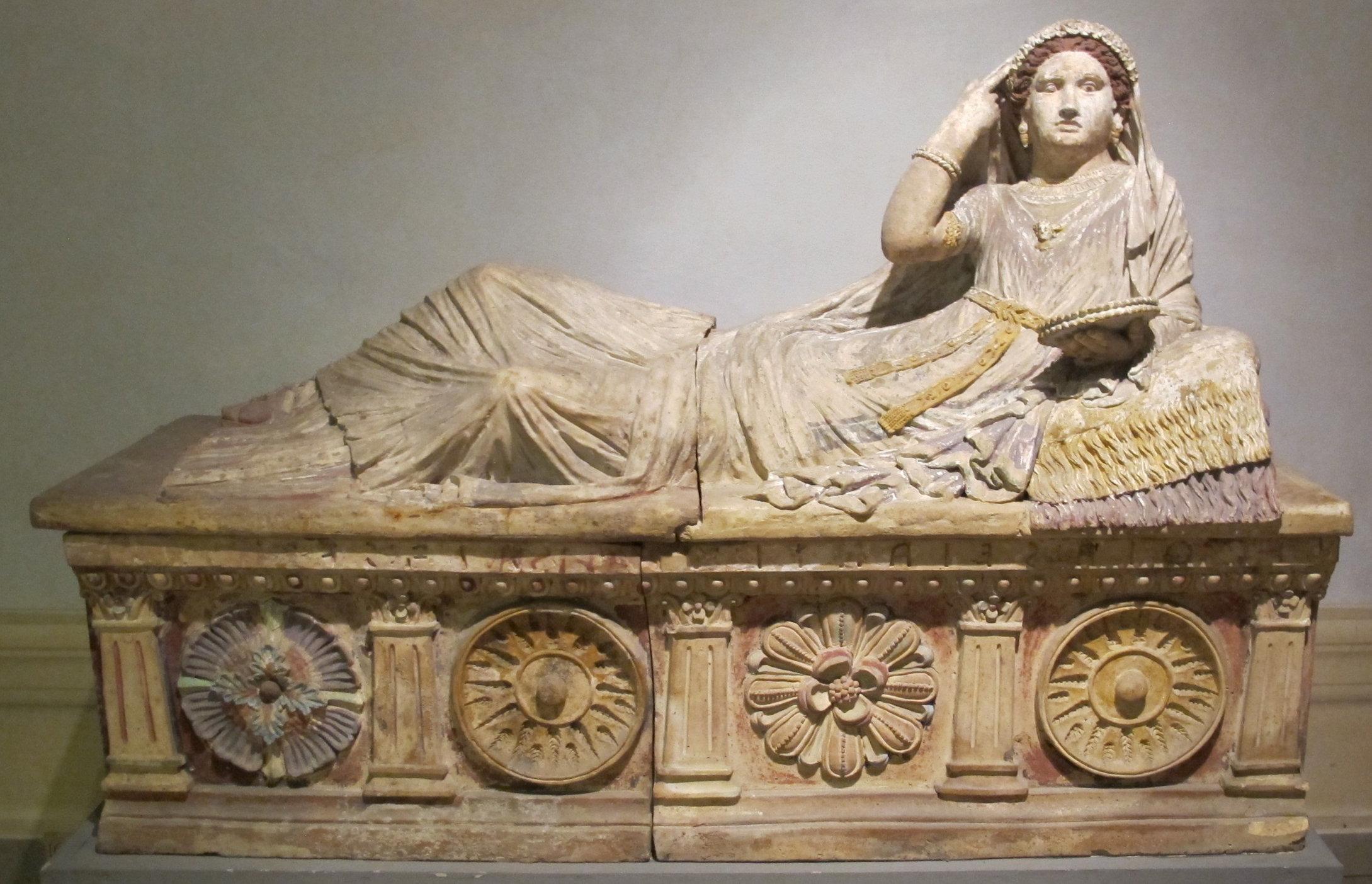
Sarcofago di Laerthia Seianti da Chiusi
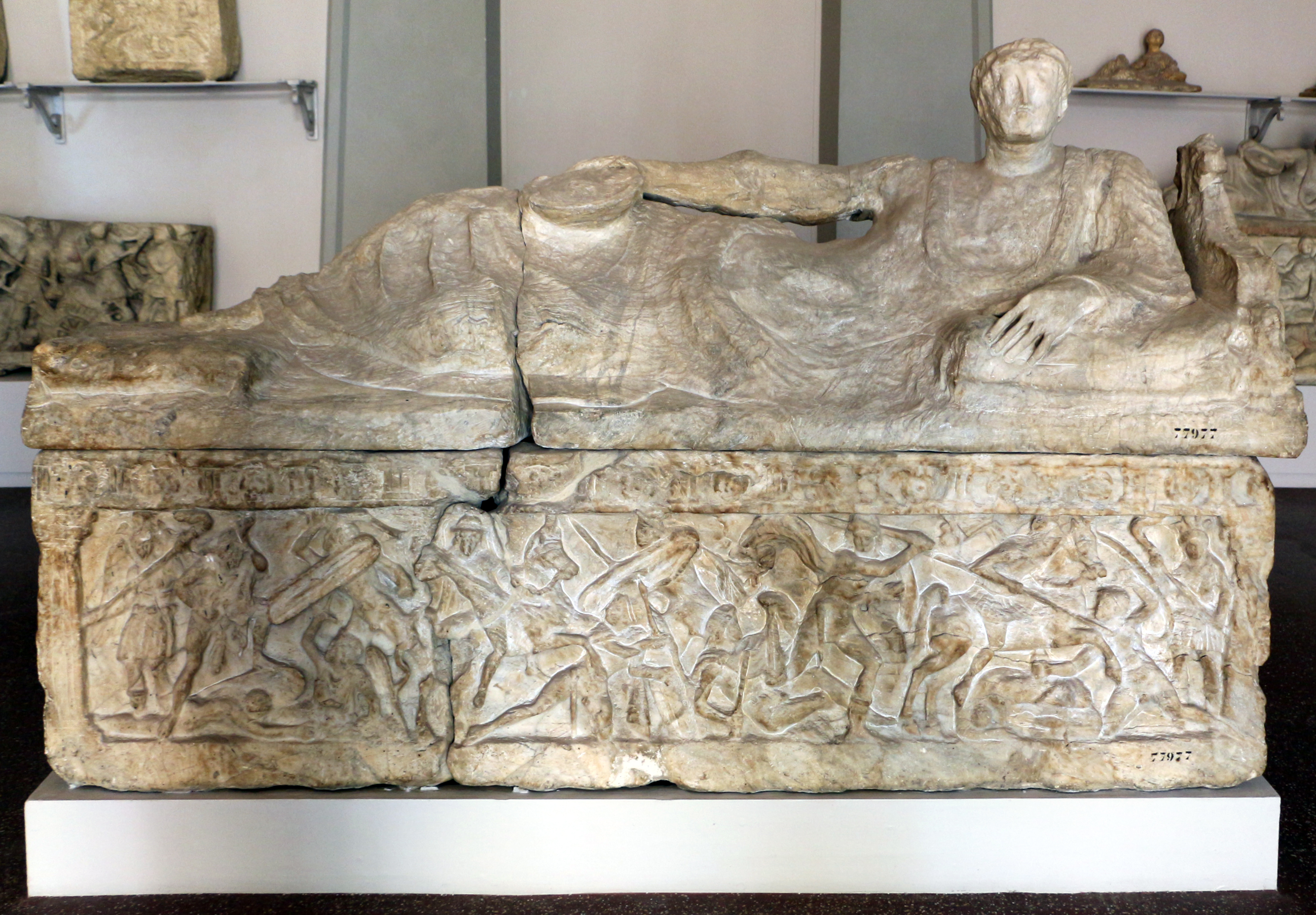
Sarcofago 77977
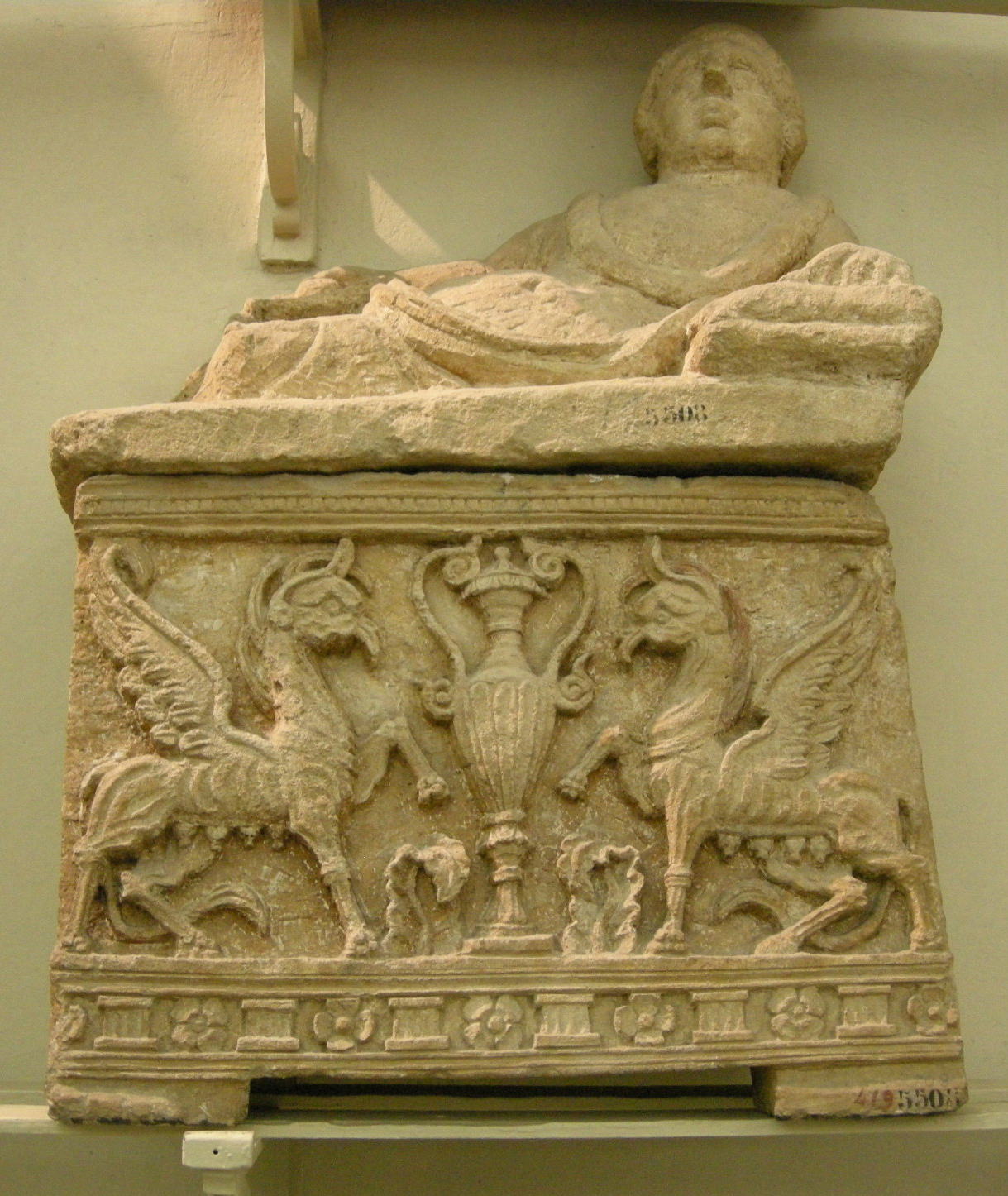
Urnetta cineraria da volterra, (II secolo a.C. circa)

### La sezione romana

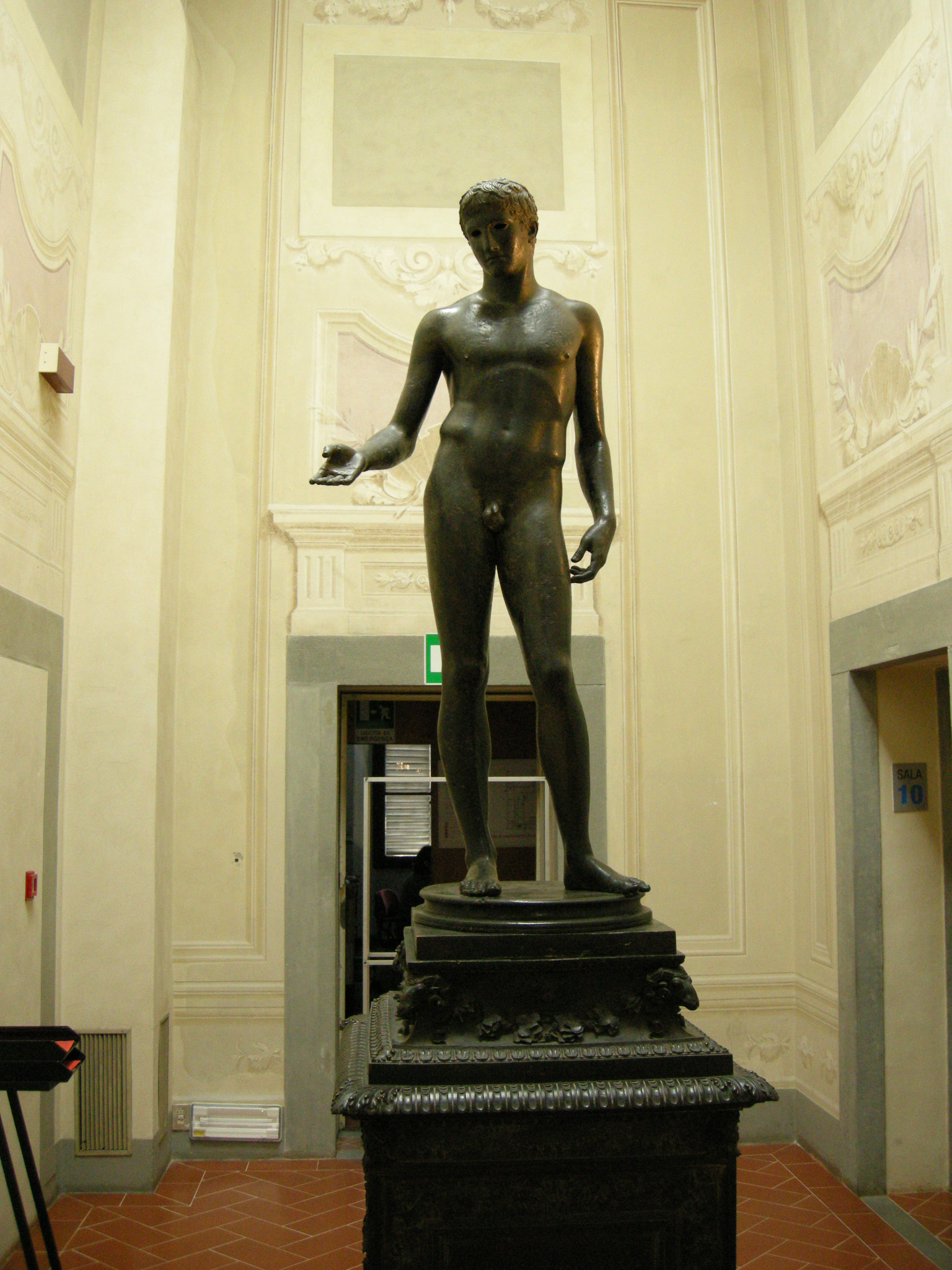
LIdolino di Pesaro

Fra le opere più interessanti il bronzo dell'Idolino di Pesaro, statua di giovinetto alta 146 centimetri, copia romana di un originale greco-classico che fu trovata in frammenti al centro di Pesaro nell'ottobre 1530 in quella che era una residenza patrizia e che arrivò a Firenze nel 1630 come eredità e dono di nozze di Vittoria Della Rovere; questa scultura, dal basamento rinascimentale, ispirò molti artisti del periodo del Cinquecento e oggi ha trovato una suggestiva collocazione al termine della galleria del secondo piano.
Interessante è il torso di Livorno, calco romano di un originale greco del V secolo a.C.
Di grande realismo è la testa bronzea del cosiddetto Treboniano Gallo, opera tarda del III secolo.
Altre sale ospitano accanto a materiali decorati etruschi, lucerne, pesi e basi romani. Notevole è anche la collezione dei cammei romani collezionati dai Medici e dai Lorena, da poco allestita nel Corridoio di Maria Maddalena.

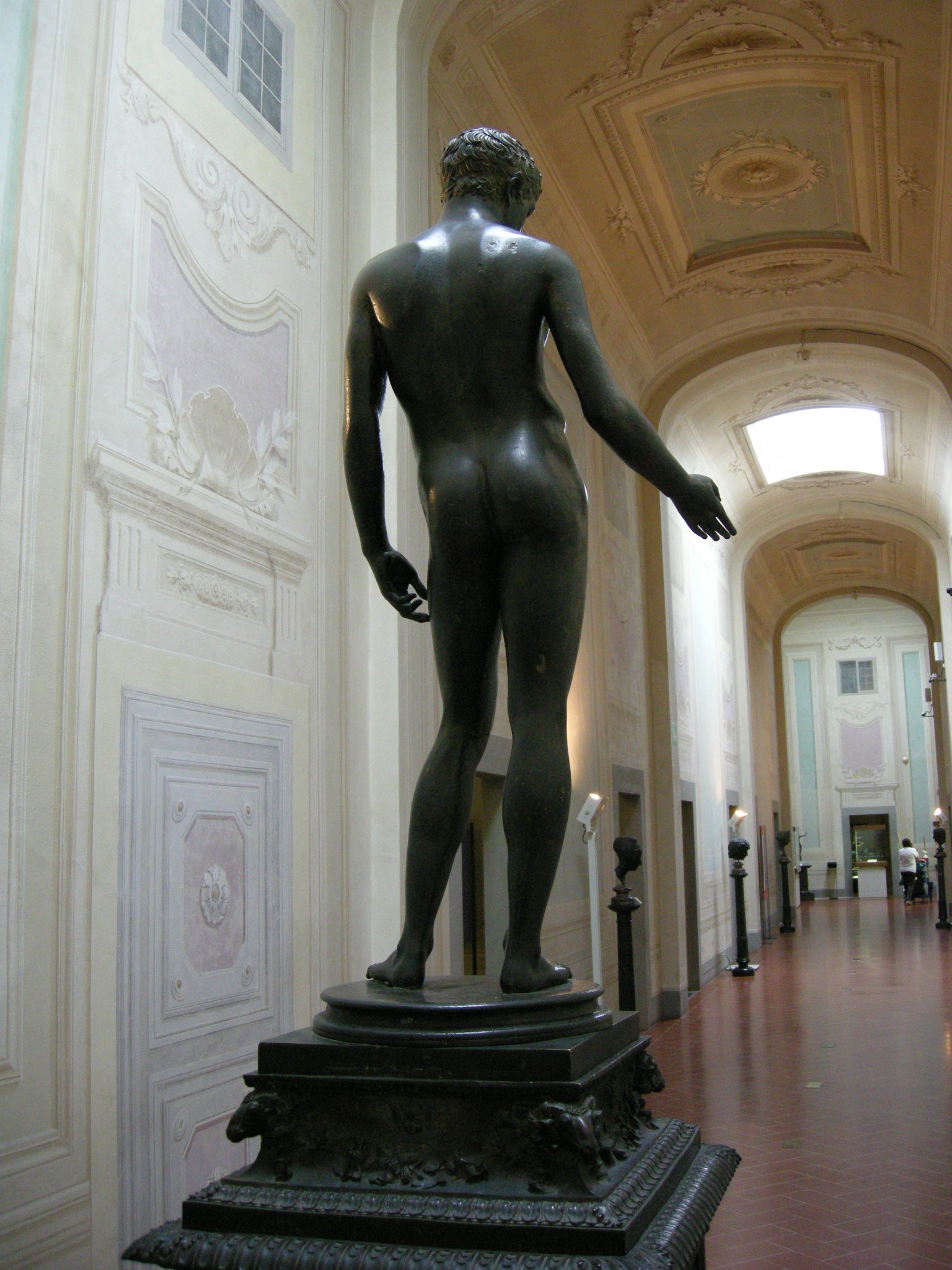
L'Idolino visto da dietro
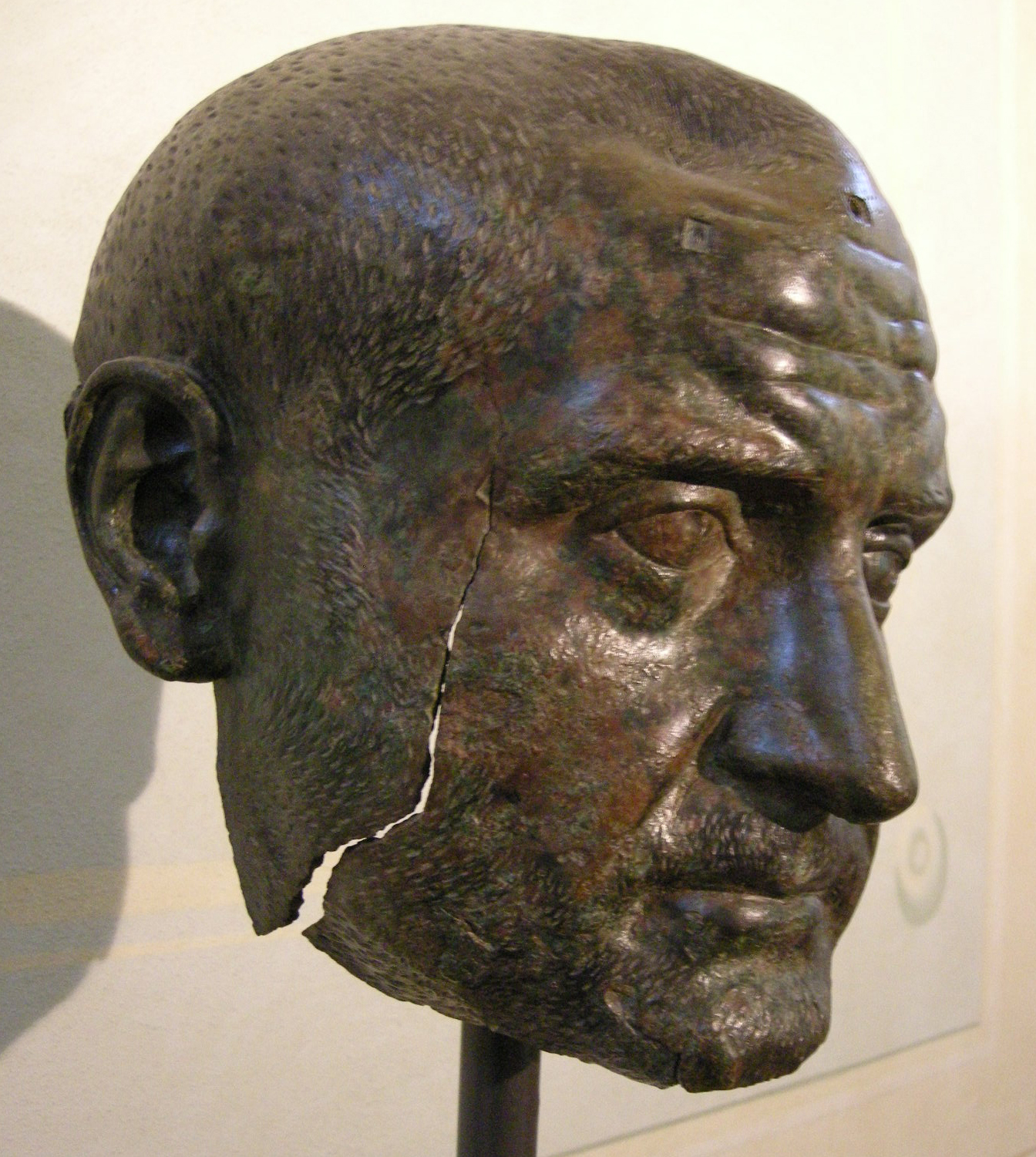
Ritratto di Treboniano Gallo

### La sezione greca

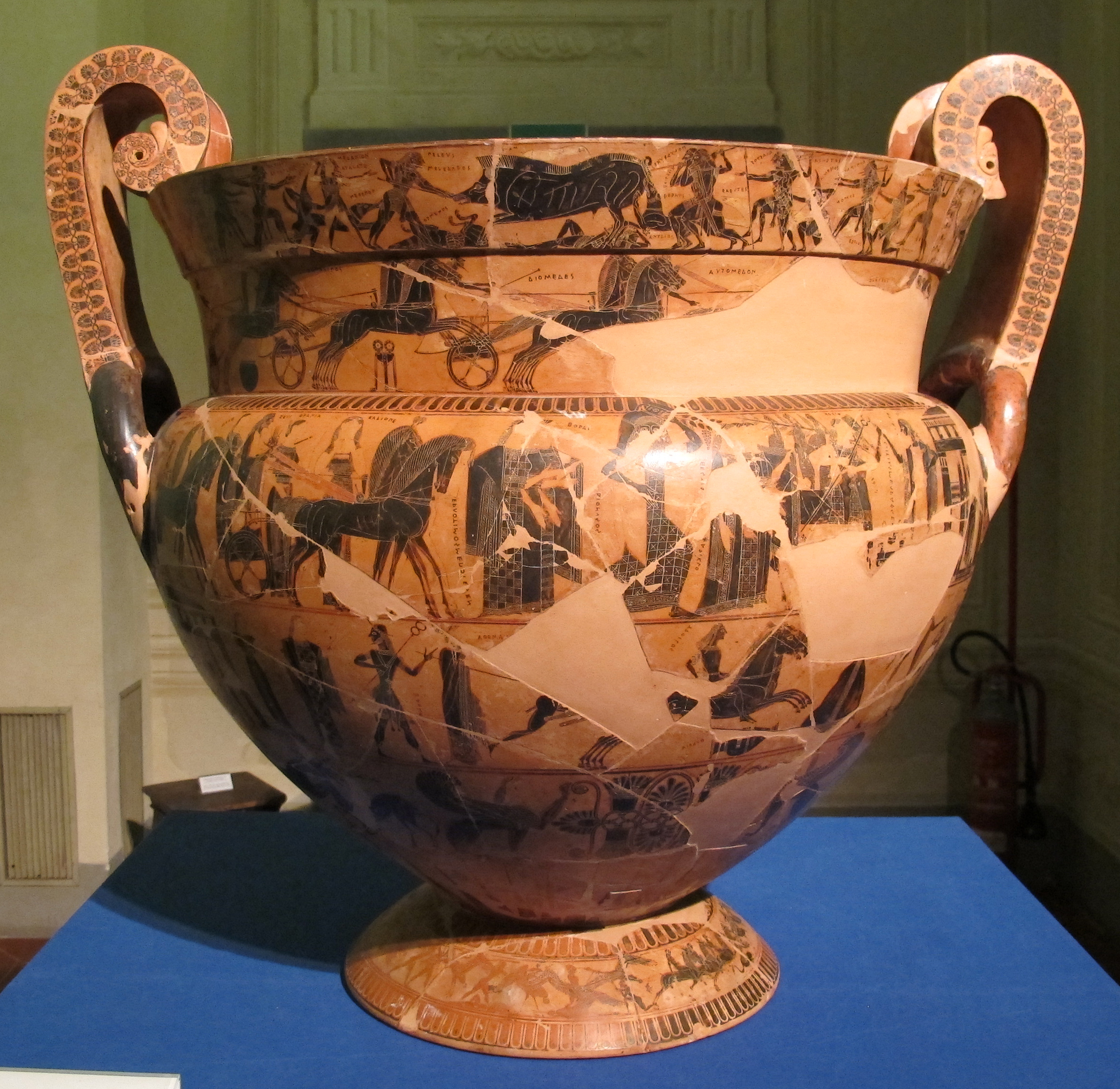
Il Vaso François

La collezione di ceramiche attiche è molto vasta e comprende numerose vetrine al secondo piano. Per lo più i pezzi provengono da tombe etrusche o da collezioni private acquistate oppure sono frutto di scambi ottocenteschi con la Grecia, in particolare con Atene (luogo di produzione della maggior parte dei reperti) e Rodi, e risalgono al periodo tra il VI e il IV secolo a.C.
Fra i vasi più importanti il cosiddetto Vaso François, dal nome dell'archeologo che lo scoprì nel 1844 in una tomba etrusca a fonte Rotella, vicino a Chiusi, un grande cratere a figure nere firmato dal vasaio Ergotimos e dal pittore Kleitias, che riporta una serie impressionante di racconti della mitologia greca su sei file di figure, datato attorno al 565 a.C.
Altre opere notevoli sono le coppe dei Piccoli Maestri (560-540 a.C.) così denominate dal miniaturismo dei ceramografi che le dipinsero, e due hydriai a figure rosse con miti di Afrodite e Adone e di Afroite e Faone, attribuite al celebre pittore di Meidias (410-400 a.C.), ritrovate in una tomba a Populonia.
Tra le sculture i due kouroi dell'Apollo e dell'Apollino Milani (VI secolo a.C.) dal nome del primo direttore del Museo. Importantissimi sono anche il torso d'Atleta forse dal mare di Livorno (rarissimo esempio di calco romano di un'opera greca del V secolo a.C.) e la grande Testa Equina in bronzo del tardo IV sec. a.C. (detta testa Medici Riccardi dalla primitiva collocazione nel palazzo Medici Riccardi), frammento di una statua equestre che ispirò Donatello in due celebri monumenti di Padova e Napoli. Nelle stesse sale in cui sono esposti i due kouroi arcaici in marmo, si trovano altre opere scultoree greche, grandi e piccole, di analoga importanza.

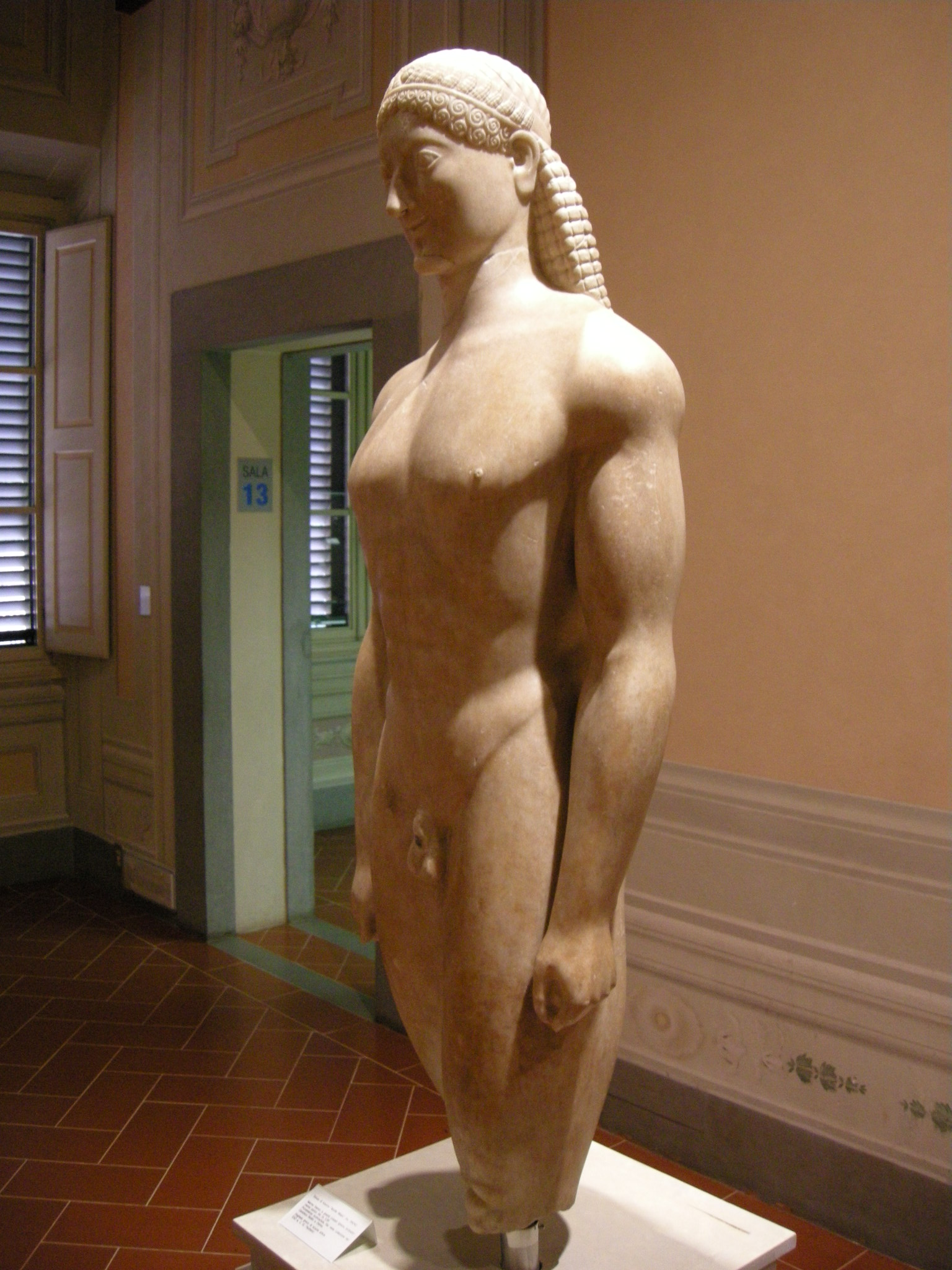
Statua greca (ateniese) del 550 ca. a.C., nota come Kouros (fanciullo) o Apollo Milani (dal nome del Direttore del Museo che lo acquistò nel 1901, insieme a un altro più piccolo, detto Apollino Milani)
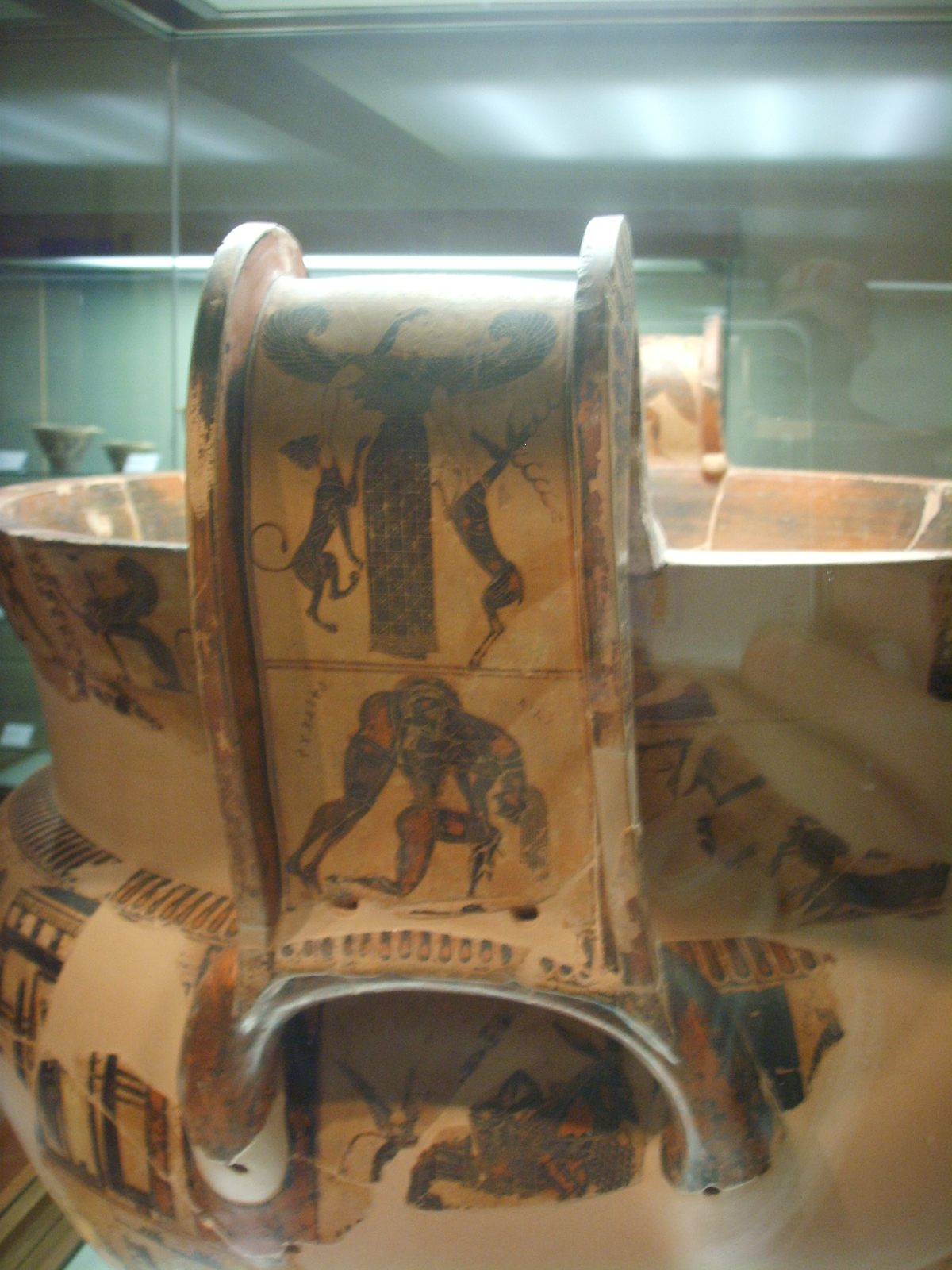
Dettaglio del Vaso François: l'ansa destra, con la dea Artemide, alata e come Signora degli Animali, che sovrasta il gruppo di Aiace che recupera il corpo di Achille dal campo di battaglia di Troia (565 a.C.)
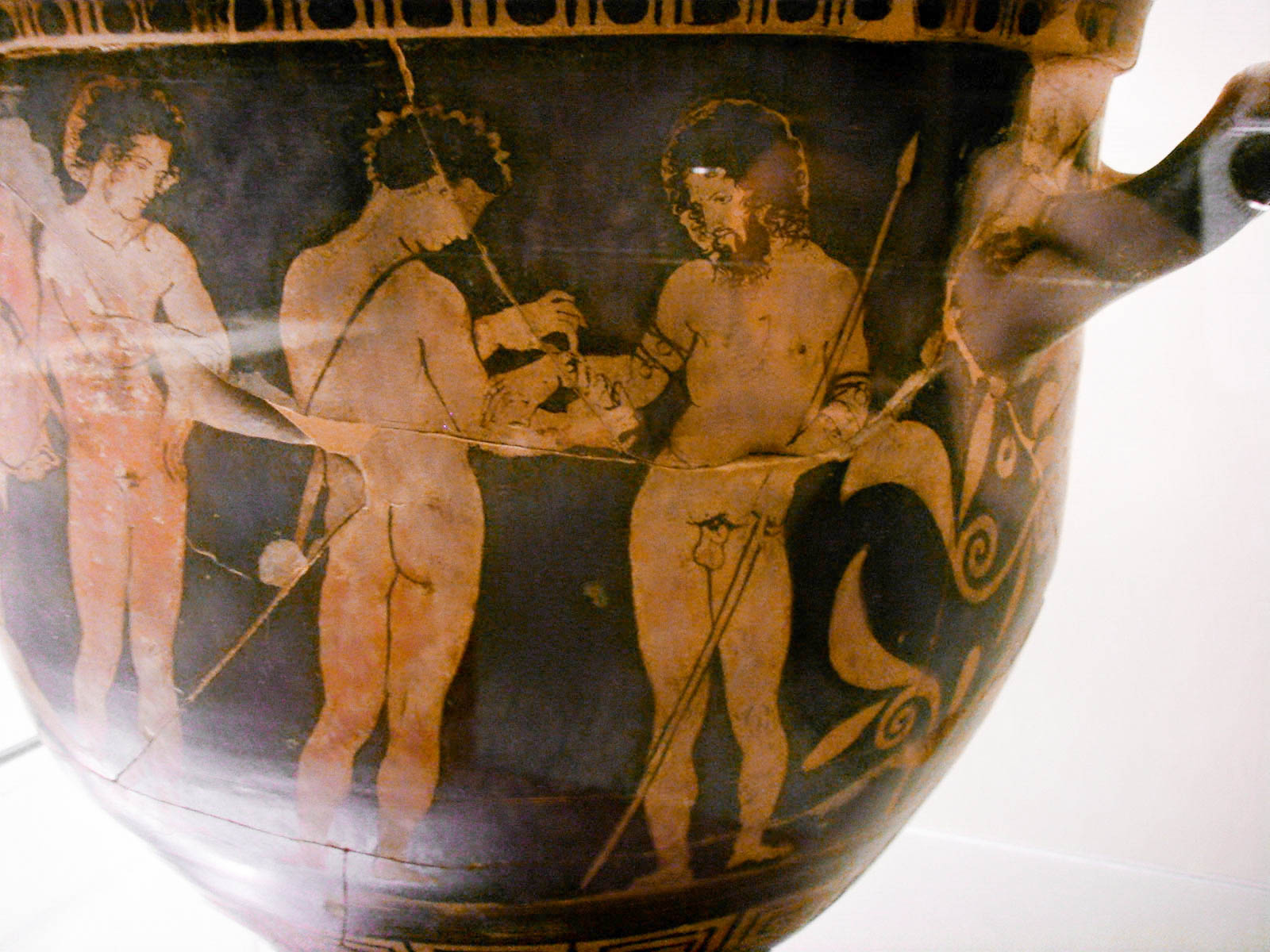
Particolare del vaso etrusco detto "Cratere degli Argonauti" (IV sec. a.C.)
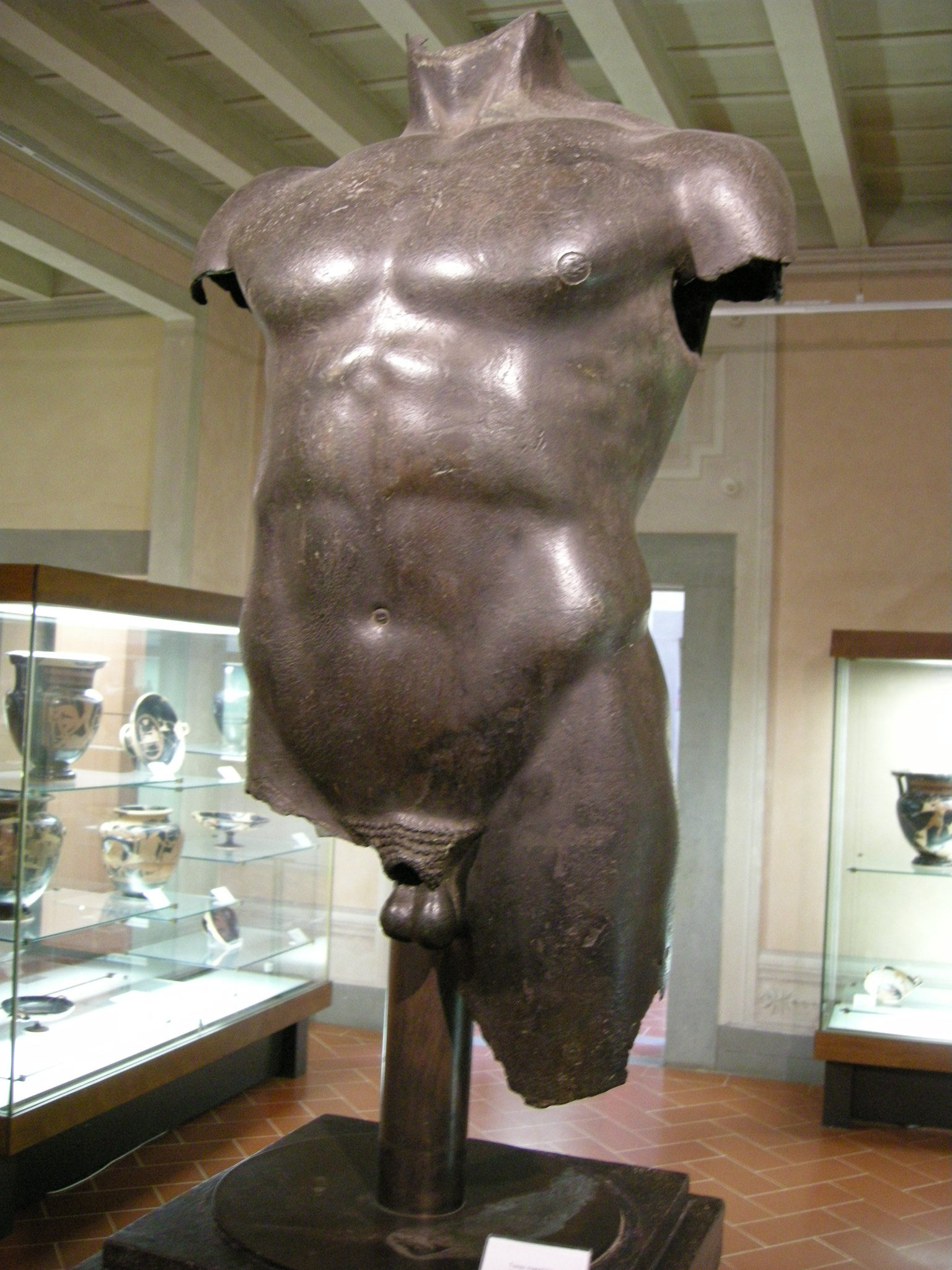
Torso in bronzo, rarissimo caso di calco romano in bronzo tratto da un originale greco del 470-460 a.C.

### La Sezione detta "Museo Egizio"

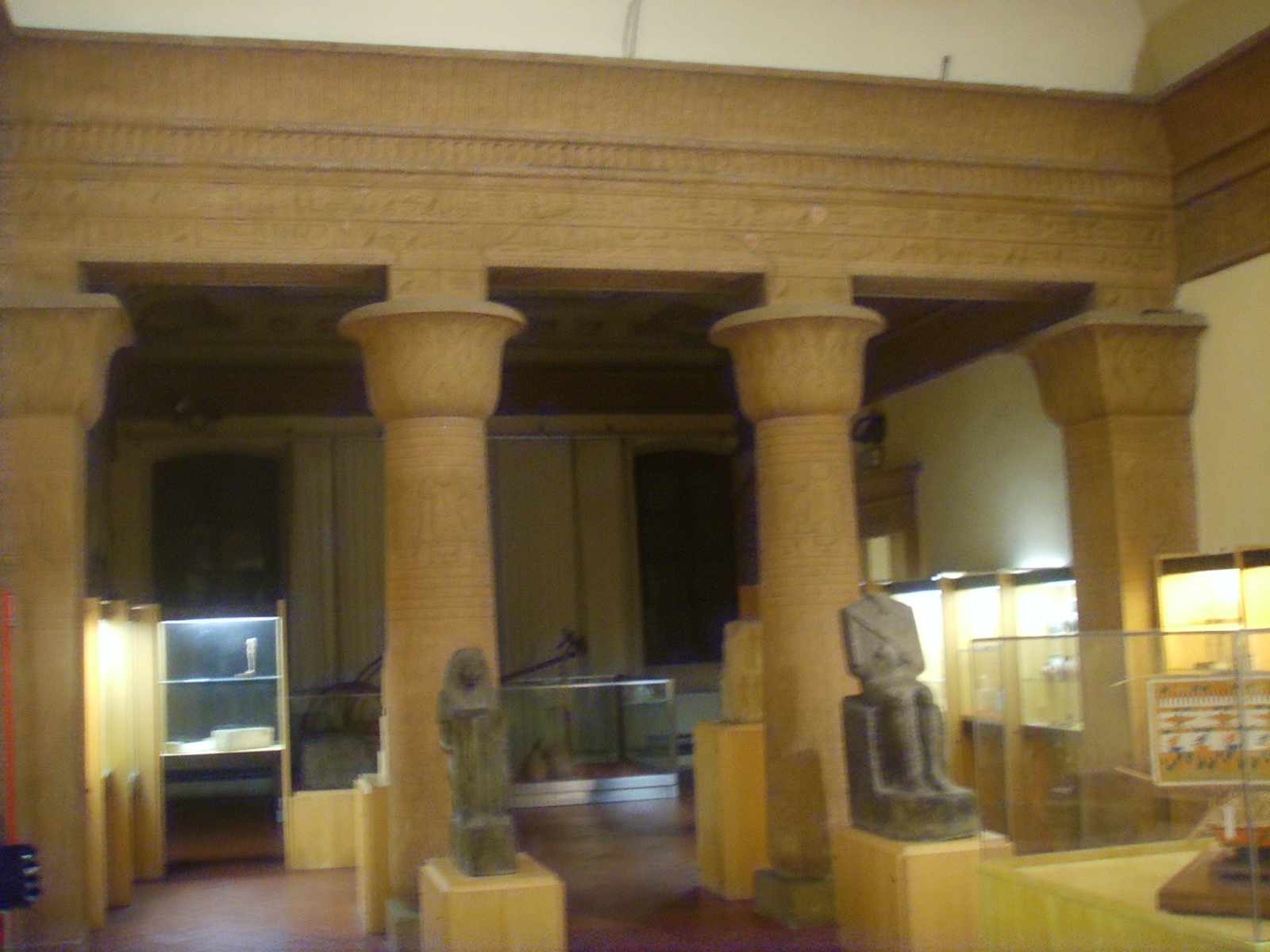
Una sala della sezione chiamata Museo Egizio

La raccolta è seconda in Italia solo al Museo egizio di Torino, e, alloggiata in alcune sale decorate in maniera speciale al primo piano, trae origine dalle collezioni Nizzoli e Schiaparelli e dalla campagna di scavi di Ippolito Rosellini e François Champollion. Tra le altre acquisizioni, importante fu quella dei papiri provenienti dagli scavi del 1934-39. I reperti coprono molte delle attività quotidiane dell'Antico Egitto, con oggetti anche in materiali fragili come il legno, il tessuto e l'osso. L'esposizione è in corso di graduale risistemazione, privilegiando criteri cronologici e topografici piuttosto che tematici.
L'epoca preistorica dell'Antico e Medio Regno è documentala da selci, vasi e stele. Fra le opere più interessanti i modelli di due servitori, la macinatrice di grano e la donna che fa la birra risalenti dell'antico regno. Nella sala successiva è esposto il pregevole ritratto femminile proveniente dalla necropoli di Al-Fayum, un celebre rilievo con scribi dalla tomba del faraone Haremhab a Saqqara, e lo straordinario carro da guerra o da caccia, quasi intatto in osso e legno, risalente al XV secolo a.C., trovato vicino a Tebe assieme a tessuti, cordami, mobili, copricapi, borse e ceste. Risalgono allo stesso periodo il rilievo raffigurante la dea Maat, dalla tomba del faraone Sethy I nella valle dei re, il calice di faience a bocca quadrata (due soli esemplari al mondo) e numerosi esempi di statuette e oggetti legati alla vita quotidiana.
La Sala VIII è dedicata all'epoca finale della civiltà egizia e mantiene l'originale allestimento dell'ottocento. Particolarmente interessante è il corredo dalla tomba di una nutrice della figlia del faraone Taharqa (XXV dinastia) con due sarcofagi. È esposto qui anche l'involucro del corpo della donna chiamata Takherheb, in tela stuccata coperta di foglia d'oro.
L'arte copta è documentata dagli scavi dell'Istituto Papirologico Fiorentino ad Antinoe, fondata dall'imperatore Adriano nel Medio Egitto. Tra i reperti una ricca collezione di stoffe curate e restaurate dalla torinese Erminia Caudana chiamata negli anni trenta da Giuseppe Botti ad intervenire anche su numerosi papiri. Sono presenti tuniche, cuffie, calzini, frammenti di decorazione e un mantello di seta, oltre a numerosi oggetti legati alla vita quotidiana o alle usanze funebri.

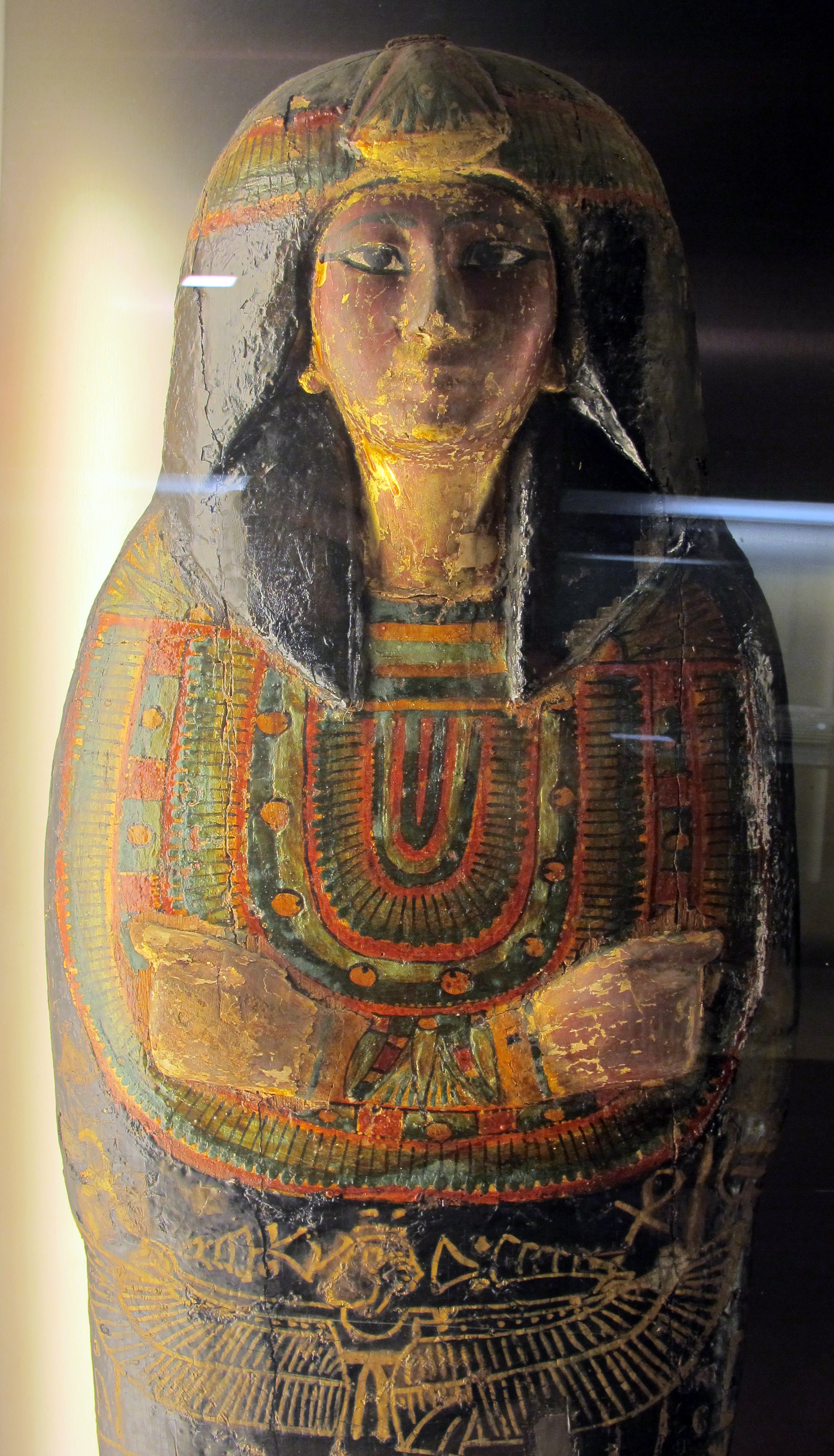
Coperchio di un sarcofago femminile
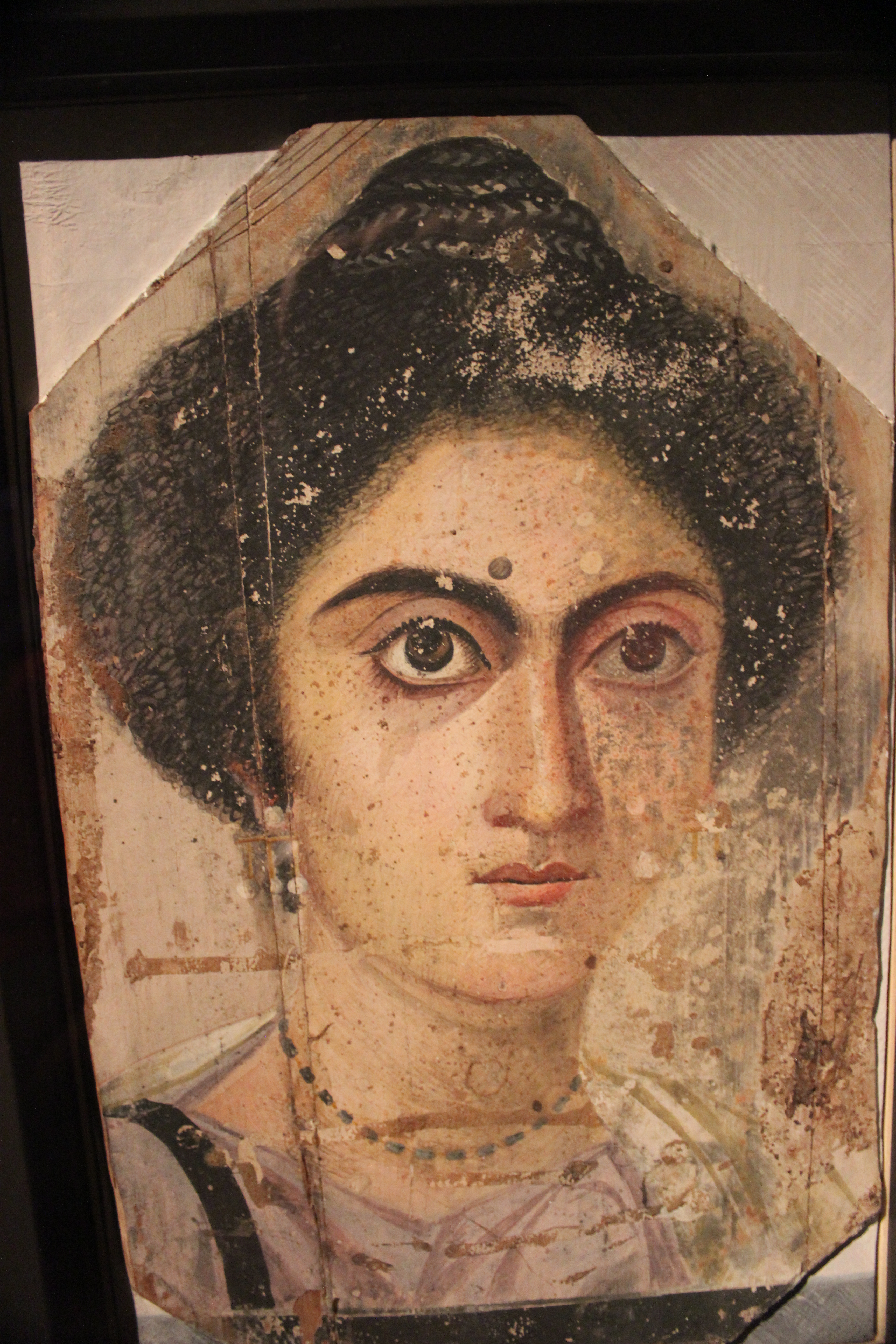
Ritratto da Al Fayum
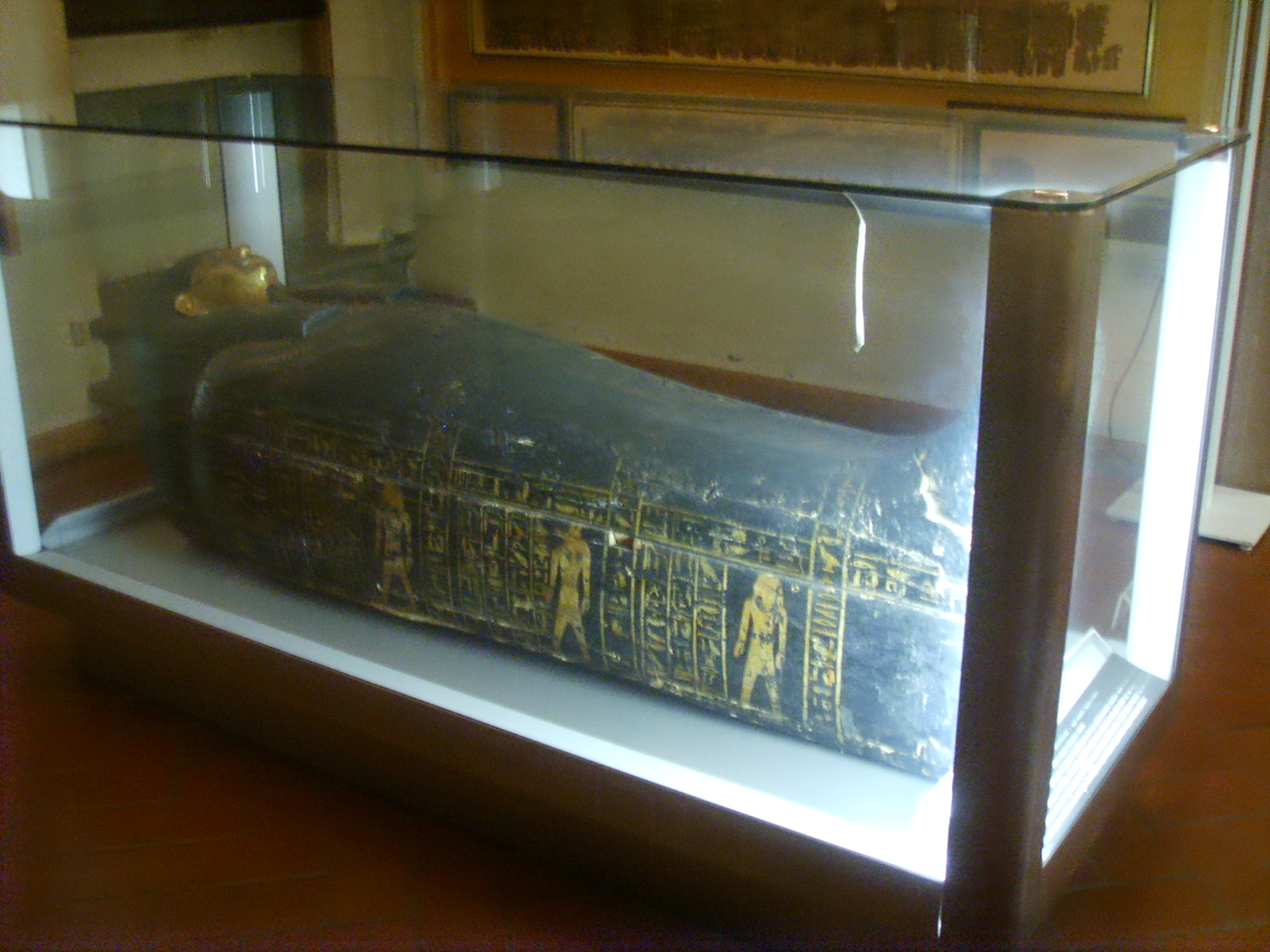
Sarcofago dorato e dipinto
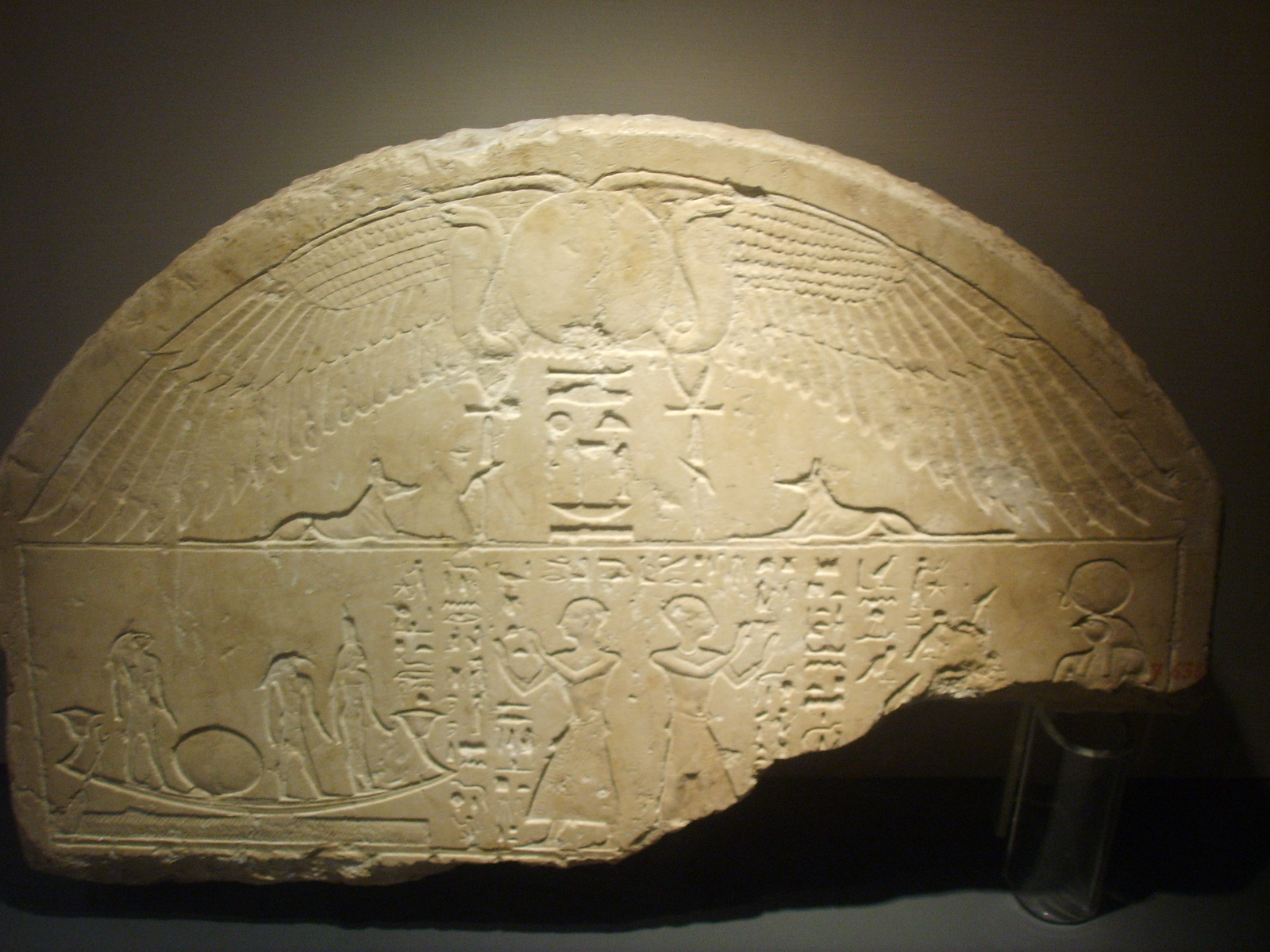
Stele del sacerdote Gedhor (età tolemaica)

### La sezione numismatica
La sezione numismatica del Museo ("Monetiere"), contiene una delle raccolte numismatiche più rilevanti e antiche d'Italia.
Il primo nucleo della collezione numismatica era sicuramente già presente nella raccolta di antichità iniziata da Lorenzo il Magnifico e, arricchito da vari membri familiari, faceva parte dell'immenso patrimonio artistico di famiglia che l'Elettrice Palatina Anna Maria Luisa, ultima discendente dei Medici, donò, alla sua morte, nel 1743, al Granducato di Toscana a condizione che non fosse mai alienato da Firenze e che rimanesse per ornamento dello Stato, per utilità del pubblico e per attirare la curiosità dei Forestieri.
Alla fine del Settecento una prima catalogazione delle monete venne effettuata da Giuseppe Pelli che pubblica un catalogo in 19 volumi. Nel 1773 Joseph Eckhel contribuì a riorganizzare la sezione classica.
Nel 1841 venne nominato Direttore delle Collezioni di antichità granducali Arcangelo Michele Migliarini che rinnovò l'opera del Pelli producendo un nuovo catalogo della collezione.
A partire dal 1874, in occasione della nomina a direttore del museo di Luigi Adriano Milani, il monetiere si arricchì ulteriormente grazie all'acquisto di importanti collezioni e di tesoretti.
Nel corso delle successive Direzioni, pur non perpetuandosi l'uso di acquisire nuovi nuclei di monete dalle vendite all'asta, la collezione numismatica si arricchì grazie a scavi in diverse località del territorio di competenza della
Soprintendenza per i Beni Archeologici della Toscana.
La collezione del monetiere consta di circa 80 000 pezzi e in particolare conserva la più popolosa raccolta di monete etrusche al mondo (1 173 pezzi).
Dal 2009 è iniziata la fase di digitalizzazione di tutti i pezzi e la creazione di un catalogo online della collezione anche grazie al lavoro di volontari.

### Altre sezioni
Il museo dispone di numerosissimi reperti anche di altre culture, come quella dei Paleoveneti, dei Villanoviani, dell'antica Anatolia, dell'Alto Medioevo (Piatto di Ardaburio Aspare, 434) e opere rinascimentali ispirate all'antico (come i bronzi della Meloria) o le statuette bronzee composte a partire da frammenti antichi, alcune di mano di Benvenuto Cellini.

## Opere principali
- Chimera d'Arezzo
- Arringatore
- Minerva di Arezzo
- Vaso François
- Situla della Pania
- Sarcofago di Larthia Seianti
- Sarcofago delle Amazzoni
- Urnetta con scena di banchetto
- Idolino di Pesaro
- Portalucerne della Meloria
- Piatto di Ardabur Aspar
- Bronzi della Meloria

## Mostre
- Intorno al 1270 a.C. il faraone Ramesse II guidò il suo esercito contro il re ittita Muwatalli II scatenando una delle più importanti battaglie della storia. Nel 2002 venne organizzata una mostra che esaminava le fasi della battaglia e soprattutto la cultura di queste due società, attraverso la ricostruzione della corrispondenza fra i due sovrani, i carri da battaglia, le armi, le steli, le sculture e gli oggetti d'uso quotidiano.
- Il museo ha accolto nel 2003 un'interessante mostra sui costumi e le mode delle principali culture mediterranee: Egitto, Grecia, Etruria, l'Impero romano e la civiltà cipriota. Il tutto documentato dalle raffigurazioni sulle antiche steli egizie, i vasi greci e etruschi e gli oggetti per il culto della bellezza. Fra i reperti in esposizione: il Cratere François, il cosiddetto “Apollo” Milani e lo stupendo sarcofago policromo etrusco di Larthya Seianti.
- Il labirinto di Giannutri. Storia di un mosaico e di un restauro è una mostra del 2004, curata da P. Rendini e R. Sabelli.
- Fra il 2004 e il 2005 il museo ha accolto una mostra – curata da Cristina Guidotti - sul Nilo e la navigazione nell'antico Egitto.
- La mostra Motivi egizi nel Cimitero degli inglesi a Firenze. La speranza nella vita oltre la morte ha molteplici obbiettivi: valorizzare il Museo Egizio di Firenze e il Cimitero degli inglesi ma anche approfondire tre temi: la passione per l'Egitto che si diffonde nel XIX secolo, il legame fra i motivi egizi e le tombe ottocentesche del cimitero degli inglesi e l'influenza di questi motivi sulla simbologia di tipo massonico.
- Cibi e sapori nel mondo antico è una mostra del 2006 sulle abitudini alimentari degli antichi – dall'Egitto faraonico alla Grecia, dal mondo etrusco a quello romano – sugli usi conviviali e sulle problematiche relative al commercio degli alimenti.
- Il museo archeologico nazionale ha presentato una mostra sui reperti archeologici provenienti dalla Mesopotamia, dall'Anatolia, dall'Egitto, da Cipro, da Rodi, da Creta, dalla Grecia e da altre località del Vicino Oriente e dell'Egeo, databili dal III al I millennio avanti Cristo. La mostra ha come filo conduttore il percorso scientifico di Paolo Emilio Pecorella, nella selezione dei materiali che lui stesso o i suoi allievi hanno studiato o stanno studiando, ma anche nell'inquadramento generale, che riportava fianco degli oggetti il vasto respiro delle civiltà e degli ambienti di provenienza. Di conseguenza sono inclusi anche reperti da regioni non toccate direttamente da Paolo Emilio Pecorella ma da suoi colleghi e allievi, comunque rientranti nell'ambito culturale specificato.
- Fra 2010 e 2011 l'artista Daniela Corsini ha proposto un percorso di rilettura dei più importanti pezzi del Museo. Questi materiali sono stati fotografati e le immagini poi rielaborate al computer, proponendo la loro visione dal punto di vista dell'artista.
- Tra 2014 e 2015 si è tenuta la mostra Falisci - Il popolo delle colline, a cura di Andrea Camilli, Carlotta Cianferoni ed Elena Sorge.
- Nel 2015 si è tenuta la mostra Piccoli Grandi Bronzi. Capolavori greci, etruschi e romani delle collezioni mediceo-lorenesi, curata da Andrea Pessina, Mario Iozzo e Giuseppina Carlotta Cianferoni. Tenutasi in concomitanza ed in sincronia con la mostra Potere e pathos a Palazzo Strozzi, l'esposizione si concentra sulle piccole sculture in bronzo d'età ellenistica e romana collezionate dalle due dinastie granducali.